# Monoecia

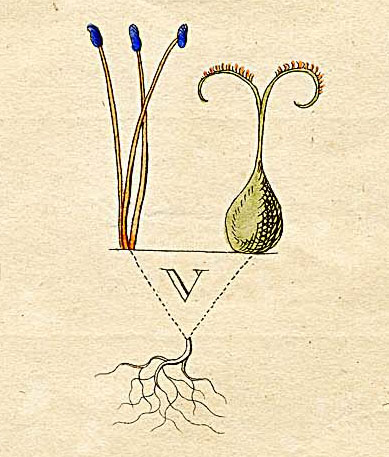
Monoecia

Em botânica, monoecia  é uma classe de plantas segundo o sistema de Linné.  Apresentam flores unissexuais masculinas e femininas na mesma planta.
As ordens e os gêneros que constituem esta classe são:
Ordem 1. Monandria (com um estame)
Gêneros: Zannichellia, Ceratocarpus, Cynomorium
Ordem 2. Diandria (com dois estames)
Gêneros: Lemna
Ordem 3. Triandria (com três estames)
Gêneros: Typha, Sparganium, Zea, Coix, Carex, Axyris, Tragia, Hernandia, Phyllanthus
Ordem 4. Tetrandria (com quatro estames) 
Gêneros: Betula, Buxus, Urtica, Morus
Ordem 5. Pentandria (com cinco estames)
Gêneros: Xanthium, Ambrosia, Parthenium, Iva, Amaranthus
Ordem 6. Hexandria (com seis estames)
Gêneros: Zizania
Ordem 7. Heptandria (com sete estames)
Gêneros: Guettarda
Ordem 8. Polyandria (com vinte ou mais estames)
Gêneros: Ceratophyllum, Myriophyllum, Sagittaria, Theligonum, Poterium, Quercus, Juglans, Fagus, Carpinus, Corylus, Platanus, Liquidambar
Ordem 9. Monadelphia (estames unidos pelos filetes num único feixe).
Gêneros: Pinus, Thuja, Cupressus, Acalypha, Croton, Jatropha, Ricinus, Sterculia, Plukenetia, Hura
Ordem 10. Syngenesia (estames soldados pelas anteras)
Gêneros: Trichosanthes, Momordica, Cucurbita, Cucumis, Bryonia, Sicyos, Fevillea
Ordem 11. Gynandria (estames soldados ao pistilo)
Gêneros: Andrachne

## Ordem monoecia
No mesmo sistema de classificação, monoecia  é uma ordem da classe  Polygamia.